# Вулиця Лемківська (Львів)
Ву́лиця Лемківська — вулиця в Шевченківському районі міста Львова, в місцевості Підзамче. Сполучає вулиці Замарстинівську та Хімічну. Прилучаються вулиці Кушевича, Тесленка. До 1957 року невеличка вуличка Самарська сполучала вулиці Лемківську та 700-річчя Львова (нинішній проспект Чорновола), нині не існує.

## Історія та назва
Вулиця виникла у другій половині XIX століття й до 1863 року мала назву Млинарська (або на австрійський манер Мюлен Ґассе, бо вела до млина «Марія-Гелєна» Якуба Філіппа, що розташовувався на місці теперішнього будинку на вулиці Лемківській, 9. У 1864 році вулиця отримала нову назву — Замкова нижча (або на австрійський манер Унтере Шлос Ґассе), радше через своє розташування. Упродовж 1864—1871 років — Дорога до Домса, оскільки вела до броварні власника нафтових та озокеритних копалень у Бориславі Роберта Домса, 1871—1911 років — Млинарська. У 1911 році вона була перейменована на вулицю Якуба Ґермана, на честь львівського підприємця та мецената Якуба Германа й залишалася під цією назвою до 1943 року, коли під час німецької окупації перейменована на Ґімназіумгассе, оскільки прямувала до колишньої 5-ї міської народної гімназії імені Гетьмана Станіслава Жолкевського, що була розташована в будинку на вулиці Самуїла Кушевича, 5. Після війни, 1944 року на нетривалий час повернена передвоєнна назва — вулиця Якуба Ґермана і вже 1946 року отримала сучасну назву — вулиця Лемківська.

## Забудова
Вулиця Лемківська забудована кам'яницями початку XX століття, присутній радянський конструктивізм, сучасна житлова забудова 2010-х років, також присутня промислова забудова.

### З непарного боку вулиці
№ 1 — за польських часів була перукарня Чернера. 
№ 3 — у цьому будинку мешкав власник парового млина «Марія Гелєна» Якуб Філіпп. Від 1999 року у цьому приміщенні розташовувалися Товариство англійської мови, Центр допомоги жінкам та християнське кафе, а також проводяться богослужіння євангельської церкви «Більша благодать» у Львові (пастор Владислав Медяковський). 2002 року у цьому ж будинку відкрилася приватна християнська школа «Перлина». 
№ 5 — у 1950-х роках був гуртожиток № 3 Львівського педагогічного інституту та трест «Південоргресу».
№ 7 — тут у другій половині XIX століття розташовувався комплекс будівель парового млина Роберта Домса.
№ 9 — за Польщі тут розташовувався комплекс будівель парового млина «Марія-Гелєна» Якуба Філіппа та спілки збіжжя і муки «Мері Мілл», директором млина у 1910-х роках був Лоренц Карчинський, від 1950-х років — млинзавод № 2 та клуб млинзаводу, а тепер цю адресу має Львівська обласна державна хлібна інспекція, хоча обидві будівлі стоять пусткою. Також у міжвоєнний період за цією адресою містився 3-й комісаріат народної поліції та синагога «Бейт Йосеф» (інша назва — «Філіп Шліхехл»). Синагога знищена під час німецької окупації Львова. 
1 березня 2019 року львівська міська рада погодила будівництво багатоквартирних житлових будинків, апарт-готелю та готелю, громадських будівель, дошкільного навчального закладу та паркінгу на місці колишнього млина Якуба Філіппа, залишки якого розташовані на ділянці при вул. Лемківській, 9. Містобудівні умови та обмеження, а саме з боку проспекту Чорновола висота будівель не має перевищувати 10 поверхів, з боку вулиці Тесленка — до 12 поверхів, з боку вулиці Лемківської — 4 поверхи та з відступом понад 5 м з боку вулиці допускається не вище 6 поверхів.
№ 9а — чотириповерховий офісний центр. Цю ж саму адресу має дев'ятиповерховий житловий будинок з приміщеннями комерційного призначення, споруджений у 2015—2017 роках біля житлової двоповерхівки (вул. Кушевича, 7). Деякі з приміщень в новобудові займають офіс Львівського центру «Облагростандарт», Незалежне детективно-журналістське бюро розслідувань у Львівській області та магазин ІБІС «Зброя. Рибальство», а також тут працює психологічна клініка-студія «Сенс».
№ 13 — за польських часів мала гуртова торгівля борошном Діамантштайна, нині цієї адреси не існує. 
№ 15 — на першому поверсі будинку міститься пекарня-кав'ярня «Кондитерка на Лемківській».
№ 15а — сучасний офісний центр, споруджений на початку 2010-х років. Тут містяться офіси різних компаній, зокрема, офіс компанії «Видавництво Старого Лева». Також за цією адресою у 2019 році розпочато будівництво ще одного торгівельно-офісного центру.
№ 31 — за Польщі тут була крайова фабрика хімічних продуктів, нині цієї адреси не існує.

### З парного боку вулиці
№ 4, 6, 8, 10, 12 — житлові будинки споруджені у другій половині XIX століття. Власником будинку № 4 у 1871 році був Абрагам Бріфер, а 1889 року — його спадкоємці. У 1890-х роках власником будинку були Адамовські, і зокрема, після смерті Ксавери Адамовської, нерухомість мала перейти у спадок її синам, але через їхнє неповноліття, суд призначив її чоловіка Томаша Адамовського тимчасово розпоряджатися цією нерухомістю до настання повноліття синів. Ділянки, на яких були розташовані ці будинки на початку XX століття були викуплені відомим львівським підприємцем і меценатом Якубом Германом. На їхньому місці у 1906—1907 роках за проєктами архітектора Міхала Фехтера були споруджені декілька триповерхових кам'яниць під № 4, 6, 8, 10, 12 у стилі орнаментальної сецесії на замовлення Якуба Германа. Проєкти прибудови офіцин на подвір'ї будинків № 8, 10 виконали у 1909 році архітектори Генрик Сальвер та Станіслав Борковський. У 1911 році, до 60-ї річниці правління Франца Йосифа I, було засновано фундацію під назвою «Реміснича бурса для єврейської ремісничої молоді імені доктора Тобіаша Ашкеназі — ювілейної фундації Якуба Германа». У 1921 році фундація була розділена: будинки під № 8, 10 призначалися для ремісників єврейського походження, а для вихованців-християн — будинок під № 6. 1926 року бурса отримала ім'я Тадеуша Рутовського, президента Львова у 1914—1915 роках. Того ж року у вестибюлі була встановлена пам'ятна таблиця меценатів, подружжя Якуба та Лаури Германів. Ще одна меморіальна таблиця була встановлена 1927 року в будинку № 4, коли там розмістилася філія єврейського шпиталю та притулок для збіднілих єврейських купців. По смерті Якуба Германа у 1928 році, будинок під № 10 перейшов у власність ремісничого товариства «Яд Харуцим», до якого він належав, а решта будинків стали власністю приватних осіб. Фундація Германів припинила своє існування у 1939 році. Під час Голокосту будинок був на території львівського гетто. В будинку № 4 у 1950-х роках містилася школа фабрично-заводського навчання тресту «Укрглавкондитер».
№ 16 — у міжвоєнний період був малярський заклад Байлєха. 
№ 26 — на місці одноповерхового будинку барачного типу 1950-х років у 2017—2019 роках будівельною компанією «Бевер Альянс» споруджений семиповерховий житловий будинок класу «люкс» з підземним паркінгом.
№ 28 — чотириповерхова будівля споруджена у 1970-х роках в стилі радянського конструктивізму. Тут розташоване поліклінічне відділення № 1 1-ї міської клінічної лікарні імені Князя Лева. 

## Відомі мешканці
В будинку на вулиці Якуба Германа, 6 (нинішня вулиця Лемківська) у 1908—1940 роках мешкала родина Бальків, зокрема, відомий польський художник і сценограф Зигмунт Бальк (1873—1941) та його син польський поет, публіцист і педагог Генрик Бальк (1901—1941). Загинули у львівському гетто.